# خوش‌خوان گلوبنفش
خوش‌خوان گلوبنفش (نام علمی: Euphonia chlorotica) نام یک گونه از سرده سهره‌های خوش‌خوان است.